# Dystrofine

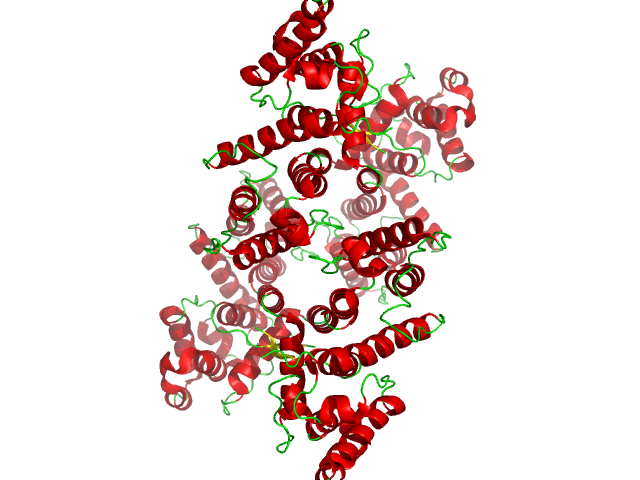
Dystrofine

Dystrofine is een eiwit van 427-kDa en behoort tot de familie van bèta-spectrines/alfa-actinines. Alfa-actinines vormen de Z-lijnen in skeletspierweefsel en houden de actine filamenten op hun plaats. Bèta-spectrines dragen ertoe bij dat groeiende zenuwen hun weg weten te vinden, en ze maken zenuwen enigszins elastisch/oprekbaar. Dystrofine werd in 1987 ontdekt door Hofmann en collega's; dit was een grote doorbraak in het onderzoek naar de ziekte van Duchenne. Dystrofine is van groot belang voor een goede opbouw van spieren; het verbindt het celskelet met de extracellulaire matrix. De N-terminus van dystrofine bindt aan F-actine en de C-terminus bindt aan dystrofine-geassocieerde-proteïne-complex (DAPC) ter hoogte van het sarcolemma. Het vormt de verbinding tussen de binnen- en buitenkant van de spiercellen. Dystrofine komt ook voor in glad spierweefsel.
Het gen DMD codeert voor het dystrofine eiwit. DMD is het grootste gen in het menselijk genoom, en bestaat uit 2,6 miljoen baseparen. De meerderheid van mutaties zoals die in het DMD gen kunnen voorkomen, leidt ertoe dat totaal geen dystrofine wordt gevormd. Dit is de oorzaak van de ziekte van Duchenne. Genmutaties kunnen ook leiden tot de vorming van een verkorte vorm van dystrofine, of een te kleine hoeveelheid dystrofine; Beckerspierdystrofie is dan het gevolg. Mutaties in het dystrofine-gen kunnen hartproblemen geven. Deze komen dan ook vaak voor bij Duchenne. X-linked congestieve cardiomyopathie wordt eveneens door mutaties in het dystrofine-gen veroorzaakt. Dystrofine is ook betrokken bij het functioneren van de retina.